# 田宮坊太郎

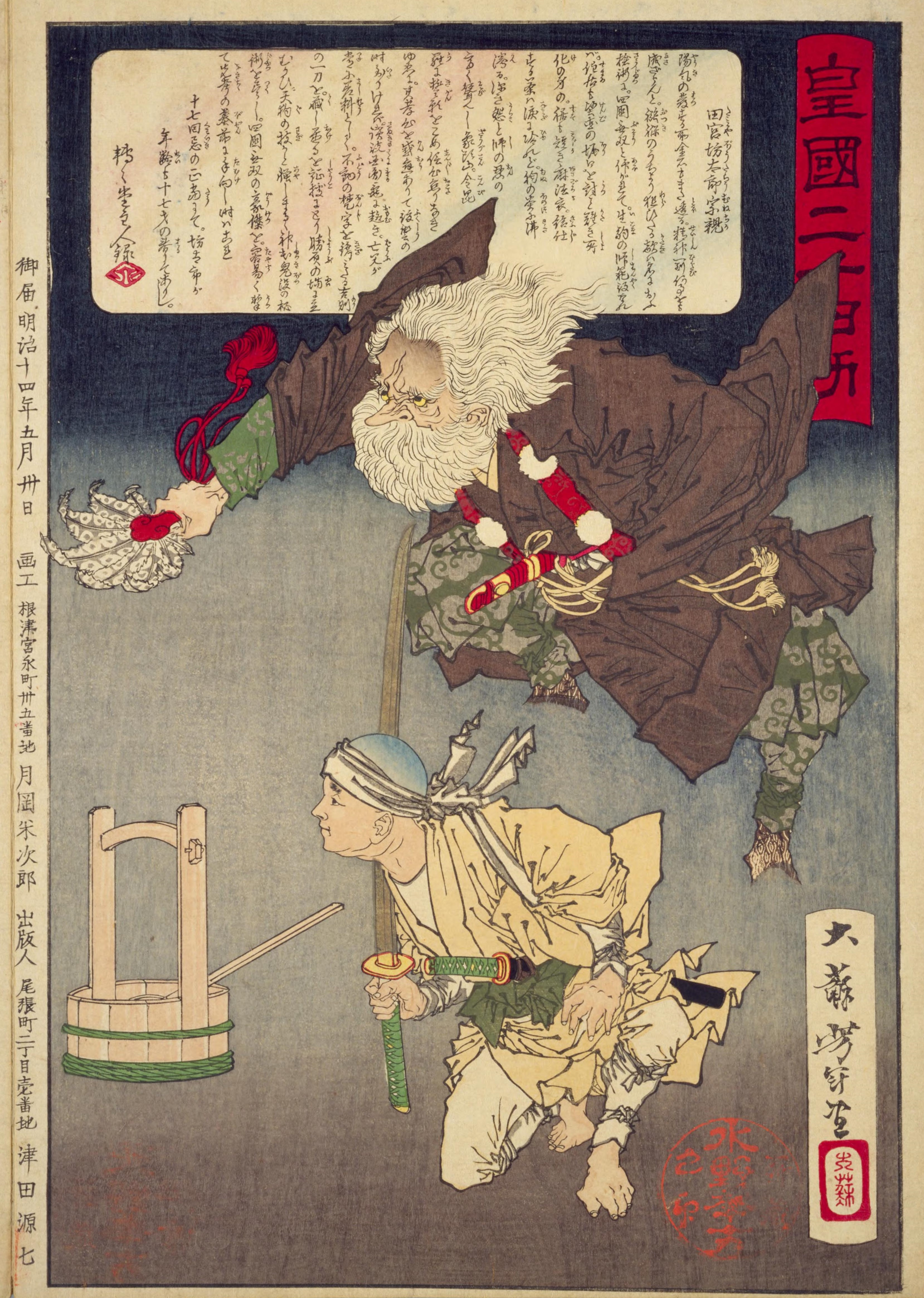
月岡芳年『皇国二十四功』より田宮坊太郎宗親

田宮 坊太郎（たみや ぼうたろう、寛永元年（1624年） - 没年不明）は、江戸時代の剣客。別名・田宮 小太郎（たみや こたろう）。仇討物の主人公として知られるが、仇討のエピソードは信憑性が疑われており、平出鏗二郎は芝居や講釈師や浪花節などから生まれた虚構と指摘した。その後、菊池庸介により、田宮坊太郎のエピソードは実録本に基づくことが確認された。

## 生涯

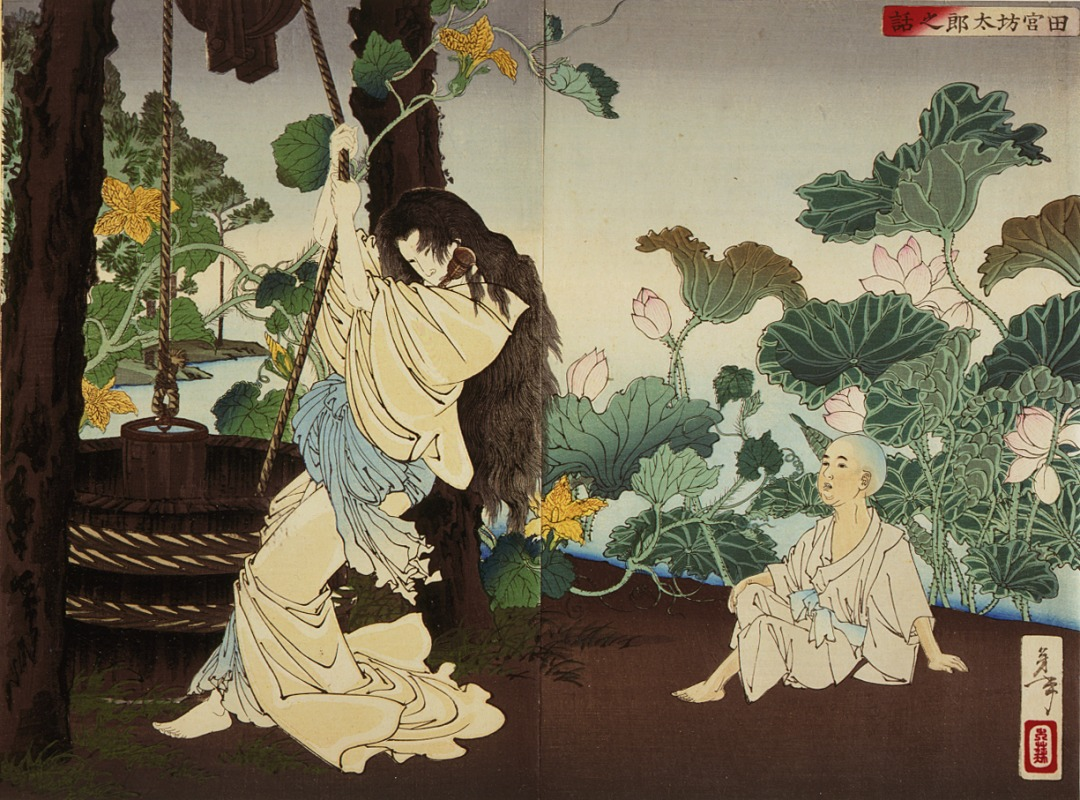
月岡芳年『新撰東錦絵』より田宮坊太郎之話

田宮坊太郎の生涯は、実録本『金毘羅大権現加護物語』の内容が後世に踏襲されたものである。墓所は丸亀市玄要寺にある。
紀州徳川家の重臣四宮家の流れを汲む田宮源八は、讃岐国丸亀藩で足軽奉公をしていた。源八郞は盗賊捕縛などで名を上げるが、彼に嫉妬した剣術師範堀源太左衛門によって、寛永3年3月18日、国府八幡宮境内で言いがかりをつけられ、無礼討ちの名目で斬殺される。源八の死後に生まれた坊太郎は、幼少期から父の敵を討つように言われ続ける。源八の一周忌、母と坊太郎は養源寺に墓参し、坊太郎の仇討ち成功を祈って「南無金毘羅大権現」と唱えると、坊太郎は絶命してしまう。養源寺の僧侶が真言を唱えると、坊太郎は蘇生し、養源寺に引き取られる。坊太郎は、養源寺の剣術大会で柳生但馬守宗矩の噂を聞き、丸亀藩の御用船に乗り込み、「金毘羅の山伏が連れてきた」と偽って江戸へ向かう。
一方、江戸では柳生但馬守と徳川光圀の2人が、金毘羅の山伏が坊太郎を連れてくる夢を見ていた。坊太郎は2人の庇護を受けて育ち、13歳で元服して田宮小太郎圀宗と名乗る。小太郎は柳生但馬守に敵討ちの許しを乞うが、17歳まで思いとどまるように説得される。寛永19年、柳生但馬守は小太郎に柳生流の印可を渡す。小太郎は光圀とともに徳川家光にお目通りし、敵討ちの許可を得る。丸亀に帰った小太郎は、父の17回忌の日、国府八幡宮境内で堀源太左衛門を見事討ち果たす。

菊池庸介『近世実録の研究 成長と展開』（汲古書院、2008年2月）より
『日本人名大事典』では、以下のように解説される。
坊太郎の父は讃岐丸亀藩の生駒氏に仕えた田宮源八郎で、田宮流の名手として知られた源八郎は、寛永元年8月14日、彼の腕を恐れた藩の指南番・堀源太左衛門に無礼討ちの名目で斬殺された。その当時、母は臨月で、夫の死を聞いた直後に産み落としたのが、一子・坊太郎だった。
坊太郎は、幼少時から父の仇を討つため金毘羅大権現に祈りを捧げた。後に江戸に出て柳生宗冬に剣術を学び、15歳で免許皆伝を得る。
寛永18年（1641年）、18歳の時に大久保彦左衛門を通じて将軍・徳川家光から仇討免状を得た後、丸亀に戻って八幡社境内で堀源太左衛門を討ち取った。

再び江戸に出たが諸侯からの招聘には応じなかった。若くして病死した、あるいは故あって上野山内の観成院で自刃したともいわれる。

## 親族
坊太郎の祖父は紀州徳川家家臣だったが浪人して和泉の堺で商人となった。父・源八郎は禄を求めて讃岐丸亀へ来て土屋甚五左衛門に足軽奉公をしたが、剣術師範に取り立てられるという話が持ち上がったために、堀源太左衛門に討たれた。
人形浄瑠璃『花上野誉石碑（はなのうえのほまれのいしぶみ）』では、源八郎は「田宮源八」という名で母は品川宿女郎だった其朝（そのあさ）。源八が森口源太左衛門に殺害された後、森口の奸計で其朝は再び品川宿の女郎にされる。

## 登場作品
人形浄瑠璃
- 『敵討稚物語（かたきうちおさなものがたり）』 - 明和元年（1764年）7月、大坂・竹本座上演[10]
- 『花上野誉石碑』 - 天明8年（1788年）江戸肥前座初演[11]、文化9年（1812年）大坂・坂東重太郎座で上演[12]

歌舞伎
- 『幼稚子敵討（おさなごのかたきうち）』 - 宝暦3年（1753年）7月、大坂三枡大五郎座で初演[13]
- 『金比羅利生稚讎（こんぴらりしょうおさなかたきうち）』 - 嘉永5年（1852年）9月、江戸市村座で初演[14]
- 『金比羅霊験実記』 - 明治25年（1892年）12月、京都南座で初演[14]
- 『田宮坊太郎実記』 - 明治27年（1894年）6月、東京春木座で初演[15]

小説
- 『魔界転生』 - 山田風太郎の忍法帖シリーズの1つ

舞台
- 日本テレビ開局65年記念舞台『魔界転生』- 2018年10月6日-28日、博多座/11月3日 -27日、明治座/12月9日-14日、梅田芸術劇場メインホール（演：玉城裕規）

漫画
- 『魔界転生』 - 小説『魔界転生』を原作とした漫画。著者はとみ新蔵、石川賢、せがわまさき（せがわまさき版のタイトルは『十 〜忍法魔界転生〜』）など、複数描かれている。

テレビドラマ
- 江戸を斬る 梓右近隠密帳 （1973年） 第11話『小坊主刺客』- 演：長田伸二